# Ayşegül
Ayşegül ist ein türkischer weiblicher Vorname arabischer (Ayşe) und persischer (Gül) Herkunft.

## Namensträgerinnen
- Ayşegül Acevit (* 1968), deutsch-türkische Soziologin, Publizistin und Buchautorin
- Ayşegül Aldinç (* 1957), türkische Sängerin und Schauspielerin
- Ayşegül Akdemir Şahin (* 1979), türkische Schauspielerin